# Ottokar 2. af Bøhmen
Ottokar II (tjekkisk: Přemysl Otakar II.; ca. 1230-1278) var konge af Bøhmen fra 1253 til 1278. Han tilhørte det premyslidiske dynasti og var søn af kong Wenceslaus 1.. Gennem sin mor, Kunigunde af Hohenstaufen, var han i familie med Hohenstaufen-slægten som dattersøn af den tyske konge Philip af Schwaben.
Ottokar 2. grundlagde bl.a. Königsberg under sin rejse til Preussen. Han hjalp den tyske ridderorden med at erobre byen.